# Бинтимани
Бинтимани (англ. Bintumani, англ. Loma Mansa) — гора в Сьерра-Леоне, наивысшая точка (1945 м) этой страны.
Расположена в Северной провинции Сьерра-Леоне, в горах Лома. Её склоны покрыты тропическими лесами, в которых обитает множество животных, среди которых карликовый бегемот, тупорылый крокодил, красноспинная рыбная сова и многочисленные приматы.